# Jules Leleu
Pour les articles homonymes, voir Leleu.
 (février 2019).
Jules-Emile Leleu, né à Boulogne-sur-Mer le 17 juin 1883 et mort à Neuilly-sur-Seine le 11 juillet 1961, est un créateur, décorateur, dessinateur et peintre français qui s'est illustré durant la période Art déco.

## Biographie

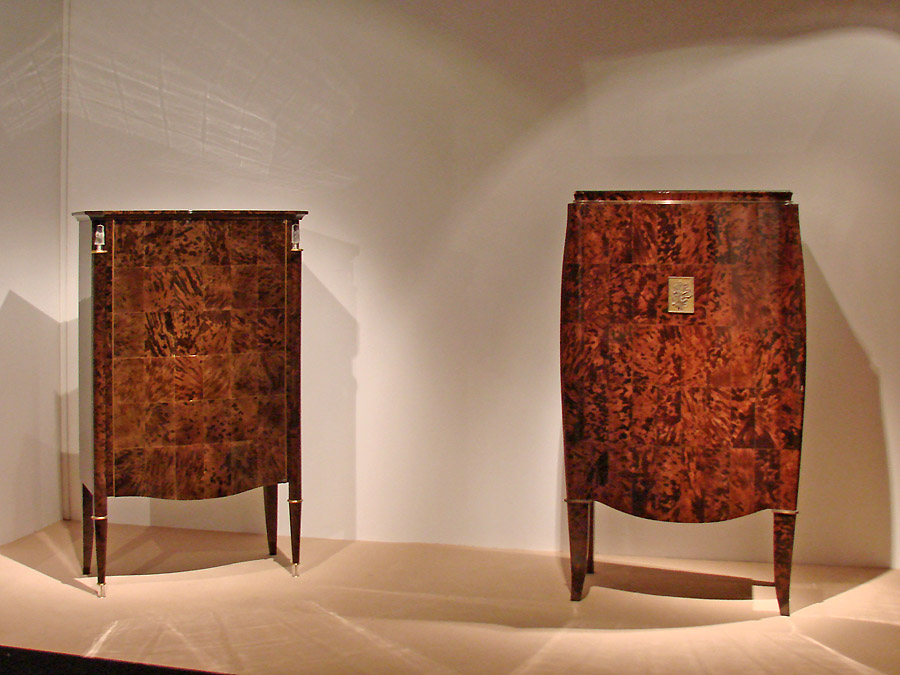
Meubles d'appui en écailles de tortue, 1954 (Musée des années 30, Boulogne-Billancourt)

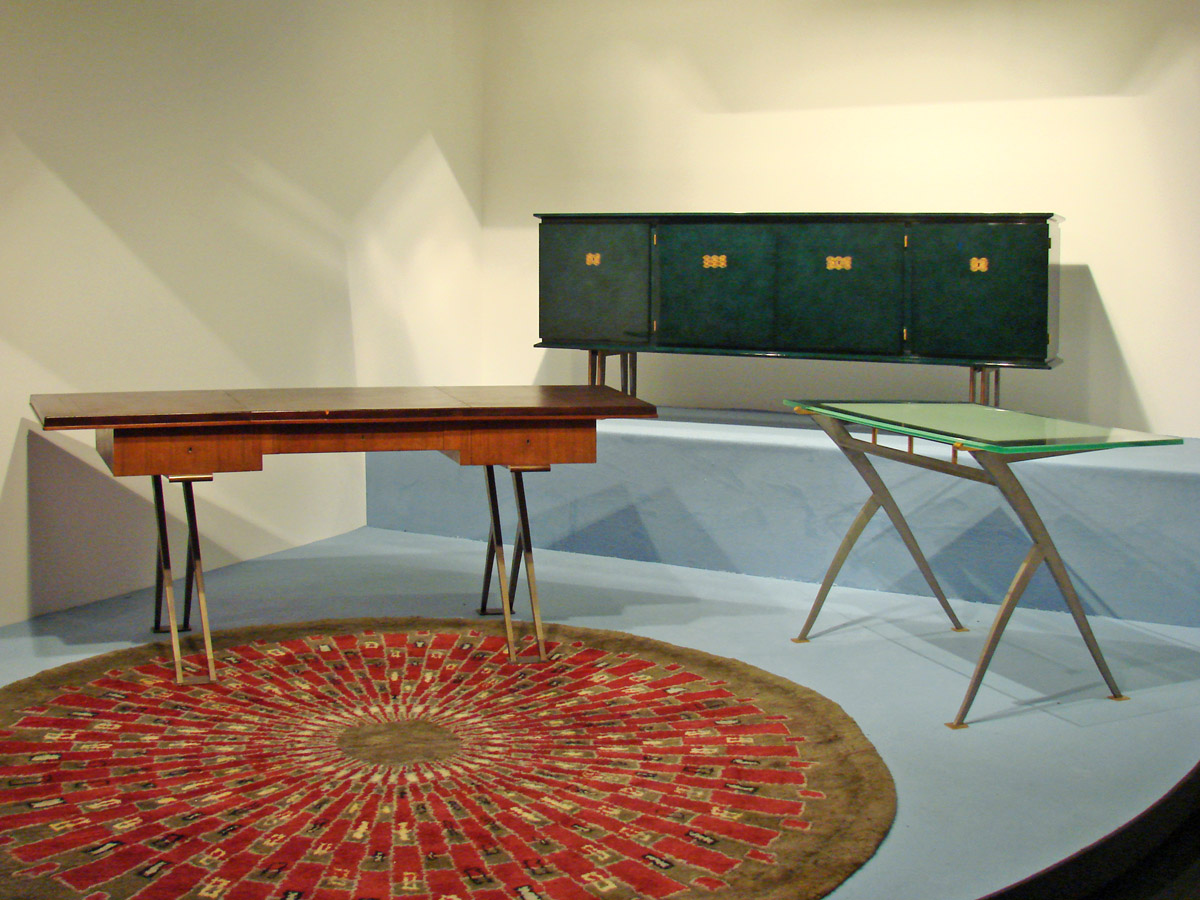
Trois bureaux réalisés dans les années 1960 (Musée des années 30, Boulogne-Billancourt)

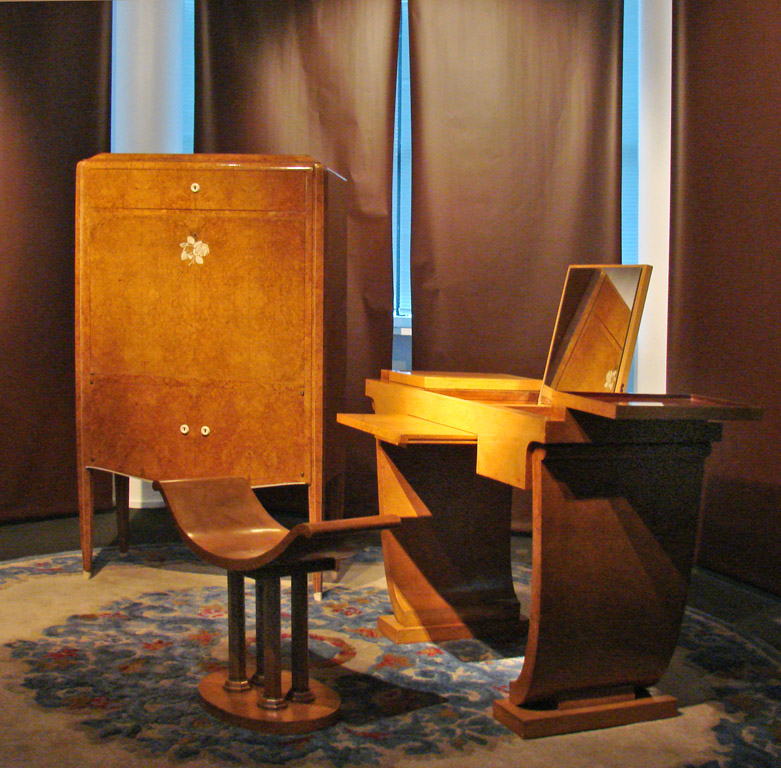
La maison Leleu (Musée des années 30, Boulogne-Billancourt)

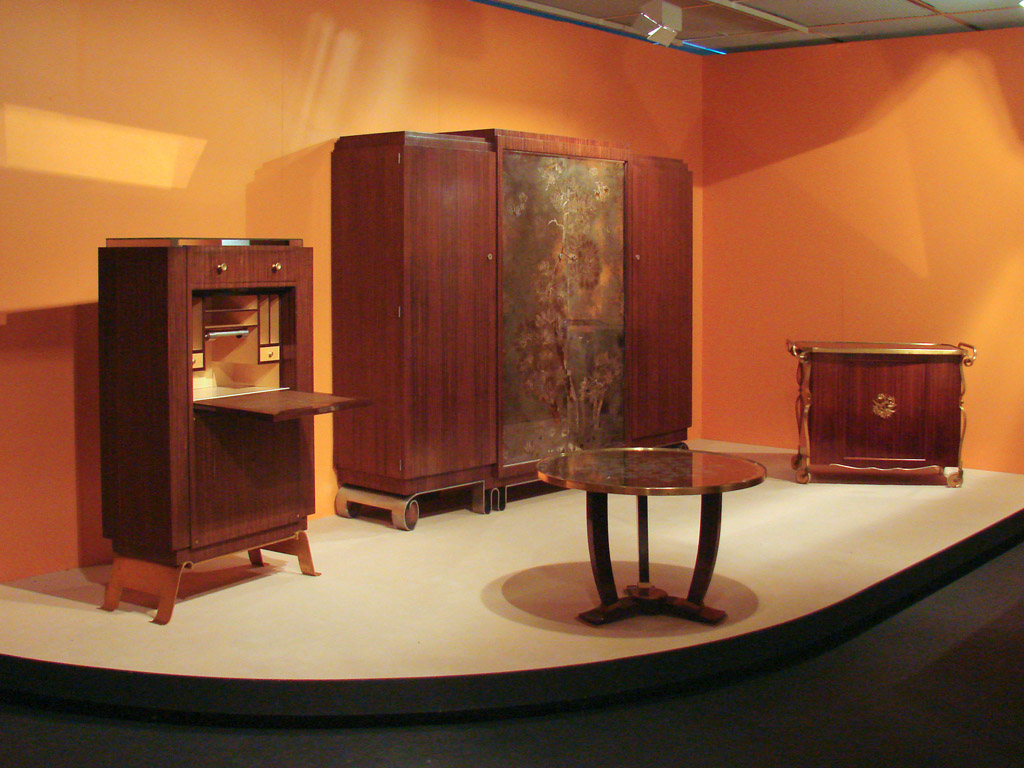
La maison Leleu (Musée des années 30, Boulogne-Billancourt)

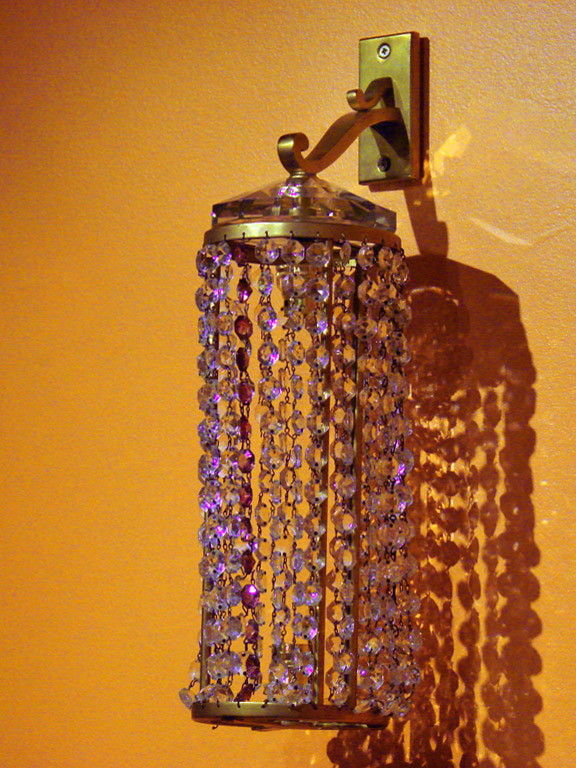
La maison Leleu (Musée des années 30, Boulogne-Billancourt)

La naissance de Jules intervient un an après la création par Charles-Émile Leleu de son entreprise de peinture et l'ouverture par sa mère Amélie Beilhartz de son magasin de confection pour dames. Les deux entreprises prospèrent dans le commerce, avec la bourgeoisie établie à Boulogne-sur-Mer et ses environs (Le Touquet, Hardelot). L'entreprise de Charles-Émile Leleu est l'une des plus prospères de la ville au tournant du siècle apportant une aisance certaine à la famille.

### Débuts
Jules-Emile Leleu étudie à l'école de dessin de Boulogne-sur-Mer sous la direction de Théophile Deman. Il y remporte une médaille de Bronze en 1901 avant de partir poursuivre son éducation à Bruxelles, à l'école d'art appliqué de Saint-Gildas. Il y étudie notamment la technique du trompe-l'œil.
En 1909, il succède à son père dans l’entreprise de peinture que celui-ci a fondé en 1882. Associé à son frère Marcel, il ajoute une branche « décoration » à l’activité de l’entreprise et crée en 1910 un atelier d’ébénisterie.
Les deux frères sont mobilisés en 1914, Marcel dans la DCA et Jules dans l’aviation. Jules est blessé par balle au coude le 12 octobre 1914 à Pontavert. Il est de nouveau blessé au pied le 9 novembre 1916 au cours d'un combat aérien au-dessus de Nesles : il est fait prisonnier et envoyé en Allemagne. À son retour en 1918, Jules se spécialise dans la création de meubles et devient un des premiers officiers de l’ordre des Arts et Lettres, en raison de ses connaissances dans le milieu artistique. La maison prend nom de « Leleu Frères » et acquiert en 1920 un hôtel particulier de trois étages à Boulogne-sur-Mer. Aménagé en magasin d’exposition, il est tenu par Julienne, l’épouse de Jules. Ce dernier participe régulièrement à des salons, mais ses créations ne portent pas encore l’empreinte d’un « style Leleu ». En 1924, il s’installe à Paris dans le 8e arrondissement.  
Cette famille de décorateurs, de créateurs et d'ensembliers est au sommet de la décoration française durant deux périodes très fécondes du XXe siècle : les années 1920-1948 sous la houlette de Jules Leleu, puis les années 1948-1970 sous la direction de son fils André Leleu, de sa sœur Paule, créatrice des tapis et de leur frère Jean Leleu.

### Années 1920-1948
À l’Exposition internationale des Arts décoratifs et industriels modernes de 1925, il expose une salle à manger qui lui rapporte un Grand prix,. Parmi les meubles présentés à cette exposition, figure une commode actuellement dans les collections du Metropolitan Museum of Art de New York.
En 1926, Jules Leleu ouvre une nouvelle activité dans le cadre de sa maison : l’aménagement de paquebots (il participe à l’aménagement de 17 paquebots et de quelques cargos). La Cie Générale Transatlantique lui commande l’installation et la décoration du salon de lecture et d’écriture du paquebot « Île-de-France » - ambassadeur du style « Art Déco » français vers les États-Unis. Leleu participe à la décoration de salons du paquebot « Atlantique » (1928-1930) destiné aux lignes de l’Amérique du Sud. Les aménagements de ce bateau préfigurent le paquebot « Normandie » de 1935. Il conçoit en 1930, la décoration et le mobilier de la piscine privée du comte Olivier de Rivaud à La Celle-Saint-Cloud. Il emploie du lap pour revêtir les murs et installe un bar et une cheminée à bois au niveau du bassin de 25 mètres.
Dès 1930, Jules Leleu fait participer sa fille Paule qui deviendra une créatrice de textiles et tapis. Un département « tissus - papier peint » ouvre quelques années plus tard, dont certaines collections sont imprimées par la maison Follot.
Leleu réalise l’installation d'ambassades françaises et étrangères, et travaille pour le Prince Pierre de Monaco, le Prince Takatma Tsu du Japon, le Roi de Roumanie. Il réalise le salon français du Palais des Nations pour la Société des Nations à Genève – devenu l’Office des Nations unies – conservé jusqu’à ce jour dans son état d’origine. Avec son fils André, Jules Leleu réalise l’aménagement, pour l’Armée de l’Air, du sanatorium Martin de Janville. Le mobilier, dessiné d’après des modèles en bois, fut réalisé en tôle pliée et laqué par l’atelier Jean Prouvé qui apporte son savoir-faire à Jules Leleu dans la réalisation de meubles économiques.

### Années 1948-1970
Après la guerre, la Maison Leleu prend encore plus d’ampleur. Parmi les projets les plus connus, celui des compagnies maritimes pour l’aménagement des bâtiments de leur flotte ou encore la salle à manger privée du Palais de l’Élysée (sur la demande du Président Vincent Auriol). En 1951, il est fait appel à ses conseils à l'occasion de la construction du paquebot de croisière Flandre. En 1954, la SNCF confie à Leleu l’aménagement du train présidentiel inauguré par le président René Coty. Mamie Einsenhower, l’épouse du Président américain Eisenhower, vient elle-même choisir le mobilier chez Leleu pour leur résidence française. C'est à cette époque que Leleu s'installe à New York dans le quartier chic de l'Upper East Side à côté de Baccarat avec qui la Maison Leleu s'est associée.
La Compagnie générale transatlantique, qui entreprend la construction du paquebot France, confie à la Maison Leleu la bibliothèque, le salon de lecture et d’écriture et le salon de bridge. En 1957, les aménagements de la villa « Medy Roc » au Cap d’Antibes sont confiés à Leleu. En 1962, le président de la République tunisienne, Habib Bourguiba, demande à Leleu l’aménagement de la grande salle à manger, la chambre à coucher de Madame la Présidente, et la chambre à coucher du Président réalisée en galuchat.
Le Salon des industries du commerce de Bureau (SICOB) s'installe au C.N.I.T. à la Défense en 1958. Leleu y présente chaque année une création différente pendant une dizaine d’années.
En 1961, Jules Leleu meurt dans un accident de la circulation.

### Fin de la Maison Leleu
La direction de l'entreprise reste familiale. La clientèle particulière se fait plus rare, mais les bureaux prennent la relève. Les administrations telles que le Palais des Congrès de Versailles, et banques comme la Société générale, la Banque populaire et des sociétés comme la Librairie Larousse et la Librairie Hatier sont aménagées et décorées par la Maison Leleu.
Le Shah d'Iran désire célébrer l'anniversaire des 2500 ans de l'empire perse. Mais le Shah ne paye pas Leleu et l'entreprise soit cesser ses activités.

### Le renouveau de la Maison Leleu
En 2017, l'arrière petite-fille de Jules, Alexia Leleu, relance Leleu. Pour les débuts de l'entreprise, elle poursuit l’œuvre familiale grâce à l’adaptation sur mesure des tapis iconiques, plus simples à fabriquer que des meubles. Le premier contrat important est pour Cheval Blanc Paris. Par la suite, Alexia Leleu créé des papiers-peints, des tissus, puis des luminaires et des meubles en édition limitée.

## Musées possédant des pièces de Leleu
- Musée des Arts Décoratifs, Paris
- Musée des Années 30, Boulogne
- Musée Piscine, Roubaix
- Metropolitan Museum of Art, New York

## Prix et récompenses
- Officier de l'ordre des Arts et des Lettres.
- Croix de guerre 1914-1918.
- Officier de la Légion d'honneur (décret du 31 juillet 1936)[6].